# Otakar Novák
Otakar Novák (28. prosince 1905, Vídeň – 19. října 1984, Praha) byl český literární historik, romanista, vysokoškolský profesor a překladatel z francouzštiny.

## Životopis
Narodil se ve Vídni, ale od roku 1919 žil v Brně, kde dokončil středoškolská studia a v letech 1924–1929 vystudoval pod vedením Arne Nováka, Josefa Kopala a Prokopa Miroslava Haškovce francouzštinu a češtinu na Filozofické fakultě Masarykovy univerzity. Roku 1931 získal titul PhDr., stal se středoškolským profesorem a v letech 1933–1946 vyučoval na gymnáziích v Berehově, Rakovníku a v Praze. Od roku 1946 působil na pražské Univerzitě Karlově (nejprve jako asistent a od roku 1947 jako docent). Zároveň působil od roku 1953 jako docent i na Masarykově univerzitě v Brně. Roku 1958 získal titul CSc. a roku 1964 byl jmenován profesorem dějin francouzské literatury na katedře romanistiky a fonetiky. Byl dlouholetým předsedou Kruhu moderních filologů (od roku 1969) a členem Mezinárodní asociace francouzských studií (Association Internationale des Études Françaises). Penzionován byl roku 1972 a na odpočinek odešel roku 1977.
Kromě pedagogické činnosti spojené s tvorbou vysokoškolských skript (čtyřdílná francouzsky psaná skripta o dějinách francouzské literatury od počátků do šedesátých let 20. století a skripta věnovaná francouzské versifikaci) se věnoval psaní literárních studií, předmluv, doslovů a komentářů k českým překladům francouzských literárních děl, působil jako literární kritik a příležitostný překladatel. Roku 1965 založil romanistický sborník Études romanes de Brno, jenž vychází dodnes.

## Dílo

### Vlastní knihy
- Soumrak antiky u Jaroslava Vrchlického. Praha: Společnost Jaroslava Vrchlického, 1932, 82 s., knižní vydání autorovy disertační práce na Filozofické fakultě Masarykovy univerzity v Brně z roku 1930.
- Renanova theorie slohu. Praha: Filozofická fakulta Univerzity Karlovy, 1946, 172 s., habilitační práce věnovaná francouzskému filozofovi Ernestovi Renanovi.
- Po stopách realistických tradic francouzského písemnictví, Brno: Státní pedagogické nakladatelství, 1958, 370 s.
- Slovník spisovatelů - Francie, Švýcarsko, Belgie, Lucembursko. Praha: Odeon, 1966, 699 s., vedoucí pracovního kolektivu.
- La Littérature française depuis la Révolution française I., Brno: Univerzita J. E. Purkyně, 1968, 95 s., francouzsky psaná vysokoškolská učebnice dějin francouzské literatury.
- La Littérature française des origines à la fin du 18e siècle. Brno: Univerzita J. E. Purkyně, 1970, 273 s.,francouzsky psaná vysokoškolská učebnice dějin francouzské literatury.
- La Littérature française depuis la Révolution française II., Brno: Univerzita J. E. Purkyně, 1971, 134 s., francouzsky psaná vysokoškolská učebnice dějin francouzské literatury.
- La Littérature française depuis la Révolution française III., Brno: Univerzita J. E. Purkyně, 1973, 66 s.,francouzsky psaná vysokoškolská učebnice dějin francouzské literatury.
- Précis de versification française, Brno: Univerzita J. E. Purkyně, 1975, 31 s., vysokoškolská skripta věnovaná francouzské versifikaci.

### Články a studie (výběr)
- K estetické formaci Anatola France. Časopis pro moderní filologii. 1939, č. 25, s. 351-363.
- Antithese a kontrast v umění Anatola France. Časopis pro moderní filologii. 1941, č. 25, s. 54-60.
- Renan a literatura. Český časopis filologický. 1945, č. 3, s. 16-19, 151-156.
- K otázce francouzského literárního baroka. In: Pocta Fr. Trávníčkovi a F. Wollmanovi. Brno: Komenia, učitelské nakladatelství s.r.o., 1948, s. 332-342.
- Vymoženosti kritického realismu v oblasti uměleckého mistrovství a otázka jejich přejímání jako kulturního dědictví ve francouzské literatuře, přednáška pro konferenci Kabinetu pro moderní filologii při ČSAV na jaře 1955 v Liblicích.
- Na okraj Rollandových "Vlků". Časopis pro moderní filologii. 1955, č. 37, s. 193-203.
- Anatole France a otázka humanitního studia. In: Sbornìk pracì Filozofické fakulty brněnské univerzity: Řada literárněvědná. Brno: Masarykova univerzita, 1955, s. 123-135.
- Nový pramenný materiál k vývoji Romaina Rollanda do "Jana Kryštofa". In: Sborník prací Filozofické fakulty brněnské univerzity. Brno: Masarykova univerzita, 1956, s. 55-64.
- Rollandův "Robespierre". In: Sbornìk Franku Wollmanovi k sedmdesátinám. Praha: SPN, 1958, s. 671-685.
- Des chansons de geste a la poésie courtoise. In: Sborník pracì Filozofické fakulty brněnské univerzity: Řada literárněvědná. Brno: Univerzita J. E. Purkyně, 1964, s. 106-117.
- Denis Diderot a snahy francouzského osvícenství. In: Sbornìk pracì Filozofické fakulty brněnské univerzity. Brno: Univerzita J. E. Purkyně, 1965, s. 57-73.

### Překlady
- Denis Diderot:  Rameauův synovec, František Kosek, Praha 1947.
- Romain Rolland: Paměti a vzpomínky, SNKLHU Praha 1960.
- Voltaire: Bílý býk, obsaženo v knize Voltaire: Romány a povídky, SNKLHU, Praha 1960.